# Tom Welling
Thomas Joseph Welling (New York, 26 april 1977) is een Amerikaans acteur, televisieregisseur, televisieproducent en voormalig model. Welling speelde onder andere Clark Kent in de televisieserie Smallville.

## Privé
Welling is op 5 juli 2002 in Martha's Vineyard getrouwd met Jamie White. In november 2015 zijn zij officieel gescheiden. Hij woont in Los Angeles.